# カロリー制限

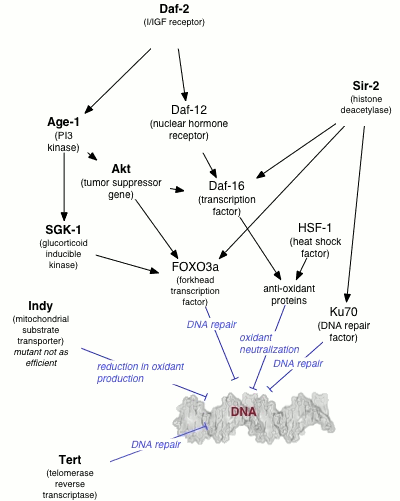
ほとんどの寿命に関連する遺伝子がDNA損傷の頻度に影響する

カロリー制限 (Caloric restriction: CR) は、研究されている全ての生物、酵母などの単細胞生物から虫、ハエ、ネズミあるいは霊長類などの多細胞生物において、寿命の延長と老化に関連する病気の減少をもたらすことが示されている。
カロリー制限時に働く機構は、栄養、特に炭水化物の不足があるとき、細胞の代謝活性を変更する信号を受け取る、栄養に関係する多くの遺伝子と関連している。細胞は、利用可能な炭水化物の減少を感知した場合、寿命に関連する遺伝子のDAF-2、AGE-1、およびSIR-2（図、「ほとんどの寿命に関連する遺伝子がDNA損傷の頻度に影響する」を参照）を発現させる。なぜ栄養の不足が、細胞中でのDNA修復の増加した状態を引き起こして寿命の延長を示す事と、進化において保存された細胞休眠 (cellular hibernation) の機構とに関連するのか、その理由は良く分からないが、本質的には、これらはいずれもより好ましい条件が訪れるまで細胞が休眠状態を維持することを可能にする。休眠状態の間、細胞は新陳代謝の標準とする速度を減少させ、同時に、ゲノムの不安定性を減少させなければならないが、ここに示された機構はこれらを可能にする方法の一つである。したがって、細胞の老化速度は変化しやすく、栄養の利用可能性といった環境要因もDNA修復速度を変更させることでこれに影響を与える。
DNAと結び付いているヒストンでは、N末端のリシン残基がアセチル化、脱アセチル化され、これが遺伝子発現の制御に関わっている。ヒストンが多数アセチル化されている染色体領域は、遺伝子の転写が活発に行われており、ヒストンのアセチル化は遺伝子の発現を活性化させ、脱アセチル化はヒストンとDNAの親和力を強め遺伝子の発現を抑制しDNAを安定化していると考えられている。これらの反応はヒストンアセチルトランスフェラーゼ（HAt）、ヒストン脱アセチル化酵素=ヒストンデアセチラーゼ（HDAc）によって触媒される。カロリー制限によってヒストン脱アセチル化酵素を発現させる抗老化遺伝子と呼ばれるサーチュイン遺伝子が活性化されると言われている。
アカゲザルを用いたカロリー制限実験では、加齢関連疾患（がん・心血管疾患・糖代謝異常）による死亡のみを取り出した場合に寿命延長効果が認められるものの、全ての死亡原因でみると対象群との違いは見られなくなる。